# Peter Andreas Hansen
Peter Andreas Hansen (Tønder, 8 dicembre 1795 – Gotha, 28 marzo 1874) è stato un astronomo danese.

## Biografia
Figlio di un orologiaio, continuò l'attività paterna dal 1818 al 1820. Il dottor Dircks, un medico di Berlino, notò la straordinaria intelligenza del ragazzo e consigliò al padre di mandarlo a Berlino.
Il giovane Hansen divenne allievo e in un secondo tempo assistente di Heinrich Christian Schumacher. Direttore di un osservatorio a Gotha, svolse importanti ricerche su Giove, Saturno e Luna.
Si occupò della risoluzione di svariati problemi in campo topografico e astronomico, tra cui l'omonimo Problema di Hansen. Negli ultimi anni compì studi sulle effemeridi.
Nel 1850 ricevette la medaglia Copley.